# Communauté de communes du Canton de Vassy
Die Communauté de communes du Canton de Vassy ist ein ehemaliger französischer Gemeindeverband mit der Rechtsform einer Communauté de communes im Département Calvados in der Region Normandie. Sie wurde am 21. April 1993 gegründet und umfasste 14 Gemeinden. Der Verwaltungssitz befand sich im Ort Vassy.
Mit Wirkung vom 1. Januar 2016 wurde der Gemeindeverband aufgelöst und in eine Commune nouvelle unter dem Namen Valdallière transformiert.

## Mitgliedsgemeinden
1. Bernières-le-Patry
2. Burcy
3. Chênedollé
4. Le Désert
5. Estry
6. Montchamp
7. Pierres
8. Presles
9. La Rocque
10. Rully
11. Saint-Charles-de-Percy
12. Le Theil-Bocage
13. Vassy
14. Viessoix